# Saint-Hilaire-de-la-Côte
Saint-Hilaire-de-la-Côte este o comună în departamentul Isère din sud-estul Franței. În 2009 avea o populație de 1.401 de locuitori.

## Evoluția populației
| An        | 1975 | 1982 | 1990  | 1999  | 2006  | 2009  |
| --------- | ---- | ---- | ----- | ----- | ----- | ----- |
| Populație | 531  | 802  | 1.001 | 1.106 | 1.317 | 1.401 |